# Tonfolgerufauswerter
Ein Tonfolgerufauswerter oder auch Tonauswerter ist ein elektrisches Bauteil in der Funktechnik. Seine Aufgabe besteht darin, 5-Ton-Folgen auszuwerten und eine Schaltung auszuführen. Üblicherweise wird die Kodierung mit Zinnbrücken erstellt. Neuere Geräte haben einen IC, den man programmieren kann. Vorteil ist es, dass man die Codierung schnell und einfach ändern kann.
Verwendung findet es beim BOS-Funk (Funkalarmempfänger, Sirenenalarmierung) und Amateurfunkdienst (modifizierte Funkmeldeempfänger).

## Kodierung
Um dem Bauteil zu vermitteln, bei welcher Toncodierung es schalten soll, muss es codiert werden. In diesem Fall erfolgt es mit „Zinnbrücken“, eine Form von Jumper, welche fix verlötet sind. Mit einem Lötkolben werden zwischen zwei Leiterbahnen Kontakte hergestellt. Die Systeme können nacheinander folgende gleiche Töne nicht unterscheiden, und deshalb muss man eine „Wiederholschaltung“ vorsehen.
Beispiel:
12234 → 12W34  hier wird die zweite zwei als „W“ codiert.
12222 → 12W2W  hier wird die zweite zwei als „W“ und die darauffolgende wieder normal und die darauffolgende wieder mit „W“

## Sonderfall: Doppelton
Für die Sirenenalarmierung ist ein Doppelton erforderlich, die im Endeffekt die Sirene steuert. Er ist für die Sicherheit (5-Ton-Tolge und Doppelton müssen stimmen) und Charakterisierung des Sirenentons bestimmt. Ändert sich der Doppelton, gibt die Sirene ihren „Heulton“.
Des Weiteren können somit auch zwei Schleifen imitiert werden. Wenn man bei einem Kleinalarm einfach den Doppelton weglässt, und die Feuerwehr Alarmempfänger besitzt, wird nur die stille Alarmierung durchgeführt und die Sirene bleibt still.
Im Digitalfunk sind Tonfolgen so gut wie ausgestorben. Die Nachfolgervariante ist die POCSAG-Methode. Die Funktionsweise ist schneller und bietet mehr Möglichkeiten (z. B. bei der Übermittlung von Texten).